# Sebastian Nam I-gwan
Św. Sebastian Nam I-gwan (kor. 남이관 세바스티아노) (ur. 1780 w Chungju, zm. 26 września 1839 w Seulu) – koreański katechista, męczennik, święty Kościoła katolickiego.
Sebastian Nam I-gwan urodził się w rodzinie szlacheckiej. Jego rodzice zostali katolikami w końcu XVIII wieku. Jego matka zmarła gdy był mały, a ojca jako chrześcijanina aresztowano w 1801 r. Po jego uwolnieniu rodzina udała się na wygnanie do Danseong w prowincji Gyeongsang. Nie będąc jeszcze ochrzczonym Sebastian Nam I-gwan ożenił się z Barbarą Cho Chŭng-i. Ponieważ nie doczekał się dzieci, zaczął żyć w konkubinacie. W wieku 40 lat, gdy był bardzo chory, ochrzcił się i odprawił konkubinę. Kilka lat później, po powrocie z wygnania, został pomocnikiem ojca Yu i pozwolił mu zatrzymać się w swoim domu. W czasie prześladowań został aresztowany i torturowany. Ścięto go w Seulu w miejscu straceń za Małą Zachodnią Bramą 26 września 1839 r. razem z 8 innymi katolikami (Magdaleną Hŏ Kye-im, Julią Kim, Agatą Chŏn Kyŏng-hyŏb, Karolem Cho Shin-ch’ŏl, Ignacym Kim Che-jun, Magdaleną Pak Pong-son, Perpetuą Hong Kŭm-ju, Kolumbą Kim Hyo-im).
Dzień jego wspomnienia przypada 20 września (w grupie 103 męczenników koreańskich).
Beatyfikowany 5 lipca 1925 r. przez Piusa XI, kanonizowany 6 maja 1984 r. przez Jana Pawła II w grupie 103 męczenników koreańskich.